# Смерек Мирослав
Сме́рек Миросла́в (нар.1935) — український маляр-модерніст і педагог родом з села Монастир на Ярославщині (тепер Польща).
Закінчив мистецький факультет Торунського університету (1962).

## Творчість
Серія «Народження фабрики», «Дахи», «Краєвид з вікна» (1966), композиції.
З подорожі по Україні цикл картин і рисунків «Церкви» та пейзажі з Криму (1964).
На творчості Смерика помітний вплив іконопису.